# 科林·克劳奇
科林·克劳奇 （Colin Crouch；1944年—），或譯科林·克魯希，是英国社会学家和政治学家。2000年，在其著作《应对后民主》中提出了「後民主」。克勞奇目前是华威大学的名誉教授，及马克斯普朗克社会研究所的外部成员。

## 後民主
克勞奇在《应对后民主》中提出「後民主」一詞。後民主，是充分運作的民主系統（包含定期選舉、政黨輪替與言論自由），但其民主運作卻受到限制。一小部分的菁英實際控制關鍵決策、民主議程及建制。克勞奇在〈有超越社會民主的自由主義嗎？〉發展此概念。 

## 作品列表
- 學生起義（The Student Revolt, 1970）
- 勞資關係的政治（The Politics of Industrial Relations, 1979）
- 应对后民主（Coping with Post-Democracy, 2000）
- 後民主（Post-democracy, 2005）
- 新自由主義的不死之謎（The Strange Non-death of Neo-liberalism,  2011）
- 後民主─危機之後（Post-democracy - After the Crisis, Polity Press, 2020）